# Пенг Дзяму
Пенг Дзяму (на китайски: 彭加木) е китайски биохимик и изследовател.

## Биография
Дзяму е роден в провинция Гуандун през 1925 г. Той следва биология в Централния университет на Китай (сега Университет в Няндзин), където завършва през 1947 г., и впоследствие се присъединява към Института по биохимия в Шанхай, където работи при Кау Тяндзин. Той се присъединява към няколко научни експедиции към Синдзян-уйгурски автономен регион, организирани от китайската академия на науките, започвайки през 1956 г. В експедициите той каталогизира видове флора и фауна и измерва натрупването на калий в пустинята Лобнор.

## Изчезване
Пенг Дзяму ръководи експедиция през 1980 г. в Лобнор, където изчезва на 17 юни, оставяйки бележка, в която се казва, че отива да търси вода.
Издирването му е неуспешно и широко отразено от китайските медии. Серия документални филми, наречени „В търсене на Пенг Дзяму“, обхваща събитията до и след изчезването му. На шест пъти между 2005 и 2007 г. са открити човешки останки, които биха могли да бъдат негови, но не може да бъде доказано.